# 入戸野門宗
入戸野 門宗（にっとの かどむね）は、戦国時代から江戸時代初期の武将。武川衆。

## 生涯
甲斐巨摩郡入戸野の武士。同国の大名武田氏に仕える。天正10年（1582年）武田氏没落後、他の武川衆と共に天正壬午の乱では徳川家康の傘下に入って北条氏直と戦い、本領を安堵される。小牧・長久手の戦いや第一次上田合戦、小田原征伐に従軍。天正18年（1590年）武蔵男衾郡鉢形に新領を与えられる。慶長5年（1600年）関ヶ原の戦いでは第二次上田合戦に従軍。慶長9年（1604年）甲斐の本領に復帰し、慶長13年（1608年）甲府城番。大坂夏の陣では米倉豊継とともに金掘り衆を率いて坑道戦を行った。元和9年（1623年）からは徳川忠長付きとなった。